# Apoio mútuo
Apoio mútuo ou ajuda mútua, na teoria da organização, indica um voluntário intercâmbio recíproco de recursos e serviços para o benefício mútuo, através da entreajuda.
Auxílio mútuo é sem dúvida tão antiga quanto a cultura humana, uma parte intrínseca das pequenas sociedades comunais universal passado antigo da humanidade.
Desde o alvorecer da humanidade, até muito além da invenção da agricultura, os humanos eram caçadores-coletores, troca de trabalho e recursos para o benefício de grupos e indivíduos parecidos.
Como uma abstração intelectual, ajuda mútua foi desenvolvida e avançada por sistemas de mutualismo ou seguros de trabalho, o guildas de comércio, e foi também utilizados em cooperativas e outro movimentos da sociedade civil.